# Vigor Bovolenta
Pour les articles homonymes, voir Bovolenta (homonymie).
Vigor Bovolenta (né le 30 mai 1974 à Rovigo, mort le 24 mars 2012 à Macerata) est un joueur de volley-ball italien. Il mesurait 2,02 m et jouait central. Il a totalisé 172 sélections en équipe d'Italie.

## Biographie
Il est fait chevalier de l'Ordre du Mérite de la République italienne en 2000.
Le 24 mars 2012, Vigor Bovolenta meurt d'une crise cardiaque en plein match. Marié et père de 4 enfants au moment de son décès son épouse en attente de leur cinquième enfant de 10 jours. C'est un garçon.

## Clubs
| Club     | Pays   | De        | À         |
| -------- | ------ | --------- | --------- |
| Ravenne  | Italie | 1992-1993 | 1995-1996 |
| Ferrare  | Italie | 1997-1998 | 1997-1998 |
| Rome     | Italie | 1998-1999 | 1998-1999 |
| Palerme  | Italie | 1999-2000 | 1999-2000 |
| Modène   | Italie | 2000-2001 | 2003-2004 |
| Piacenza | Italie | 2004-2005 | 2011-2012 |

## Palmarès
- En club
  - Championnat d'Italie : 2002
  - Ligue des champions : 1993, 1994
  - Supercoupe d'Europe : 1992, 1993
  - Top Teams Cup : 2006

- En équipe nationale d'Italie
  - Championnat d'Europe : 1995
  - Ligue mondiale : 1995, 1997, 1999, 2000
  - Coupe du monde : 1995